# Zumbühl
Zumbühl ist ein Deutschschweizer Familienname.

## Herkunft und Bedeutung
Zumbühl ist ein Wohnstättenname aus der Innerschweiz.
Der Name stammt einem Nidwaldner Landleutegeschlecht aus Wolfenschiessen, mit Ablegern in Büren (Gemeinde Oberdorf) und wurde 1391 erstmals erwähnt. Per 1800 war der Name in Sins, Hochdorf, Hohenrain, Littau, Rothenburg, Oberdorf und Wolfenschiessen verbreitet.
Per 2022 trugen 1008 Personen in der Schweiz den Namen Zumbühl. Die Gemeinde mit den meisten Zumbühls im Jahr 2022 ist sowohl absolut als auch relativ Wolfenschiessen mit 128 Trägern (6,1 % der Bevölkerung); gefolgt von Dallenwil (27 Träger, 1,5 %).

## Namensträger
- Alois Zumbühl (1877–1952), Schweizer Politiker
- Anton Zumbühl (1863–1947), Schweizer Politiker
- Franz Haas-Zumbühl (1867–1937), Schweizer Numismatiker
- Josef Zumbühl (Politiker, 1868) (1868–1932), Schweizer Politiker
- Josef Zumbühl (Politiker, 1883) (1883–1974), Schweizer Politiker
- Melchior Zumbühl (1829–1879), Schweizer Politiker
- Norbert Zumbühl (1919–2000), Schweizer Politiker (CSP/CVP)
- Remigi Zumbühl (1963–2023), Schweizer Politiker (FDP)
- Robert Zumbühl (1901–1974), Schweizer Politiker